# Petelia delostigma
Petelia delostigma là một loài bướm đêm trong họ Geometridae.